# Championnes de France de natation en bassin de 50 m du 200 m papillon
| Championnat | Lieu                             | Athlète                                | Naissance | Âge   | Club                                      | Temps                       |
| ----------- | -------------------------------- | -------------------------------------- | --------- | ----- | ----------------------------------------- | --------------------------- |
| 1963 hiver  | Marseille Piscine Vallier (25 m) | Amélie Mirkowitch                      |           |       | TC Micheville                             | 3 min 04 s 9                |
| 1963 été    | Paris Georges Vallerey           | non disputé                            |           |       |                                           |                             |
| 1964 hiver  | Marseille Piscine Vallier (25 m) | non disputé                            |           |       |                                           |                             |
| 1964 été    | Paris Georges Vallerey           | non disputé                            |           |       |                                           |                             |
| 1965 hiver  | Marseille Piscine Vallier (25 m) | non disputé                            |           |       |                                           |                             |
| 1965 été    | Paris Georges Vallerey           | non disputé                            |           |       |                                           |                             |
| 1966 hiver  | Le Mans (25 m)                   | non disputé                            |           |       |                                           |                             |
| 1966 été    | Paris Georges Vallerey           | non disputé                            |           |       |                                           |                             |
| 1967 hiver  | Caen (25 m)                      | non disputé                            |           |       |                                           |                             |
| 1967 été    | Paris Georges Vallerey           | Christine Caron Michèle Prudhomme      |           |       | Racing Club de France COS Saint-Dizier    | 2 min 45 s 0                |
| 1968 hiver  | Montreuil                        | non disputé                            |           |       |                                           |                             |
| 1968 été    | Paris Georges Vallerey           | Frédérique Le Cornec                   |           |       | Club des Nageurs de Paris                 | 2 min 41 s 5 RF             |
| 1969 hiver  | Toulouse                         | Frédérique Le Cornec                   |           |       | Club des Nageurs de Paris                 | 2 min 50 s 0                |
| 1969 été    | Paris Georges Vallerey           | Frédérique Le Cornec                   |           |       | Club des Nageurs de Paris                 | 2 min 40 s 9                |
| 1970 hiver  | Aix-en-Provence                  | Marie-Dominique Salembier              |           |       | SC Roubaix                                | 2 min 49 s 6                |
| 1970 été    | Paris Georges Vallerey           | Sonia Bourlet                          |           |       | Mouettes de Valenciennes                  | 2 min 36 s 8 RF             |
| 1971 hiver  | Montreuil                        | Sonia Bourlet                          |           |       | Mouettes de Valenciennes                  | 2 min 41 s 1                |
| 1971 été    | Paris Georges Vallerey           | Marie-Dominique Salembier              |           |       | SC Roubaix                                | 2 min 34 s 5 RF             |
| 1972 hiver  | Rouen (25 m)                     | Sonia Bourlet                          |           |       | Dunkerque Natation                        | 2 min 37 s 0                |
| 1972 été    | Vittel                           | Marie-Dominique Salembier              |           |       | SC Roubaix                                | 2 min 35 s 3                |
| 1973 hiver  | Paris Georges Hermant            | Sylvie Marichal                        |           |       | Lille Université Club                     | 2 min 38 s 59               |
| 1973 été    | Vittel                           | Véronique Vanpouille                   |           |       | Lille Université Club                     | 2 min 31 s 57               |
| 1974 hiver  | Bordeaux                         | Sylvie Marichal                        |           |       | Lille Université Club                     | 2 min 36 s 59               |
| 1974 été    | Paris Georges Vallerey           | Sylvie Marichal                        |           |       | Lille Université Club                     | 2 min 30 s 71 RF            |
| 1975 hiver  | Troyes                           | Sylvie Marichal                        |           |       | Lille Université Club                     | 2 min 31 s 41               |
| 1975 été    | Paris Georges Vallerey           | Patricia Clug                          |           |       | Racing Club de France                     | 2 min 25 s 57 RF            |
| 1976 hiver  | Tarbes                           | Patricia Clug                          |           |       | Racing Club de France                     | 2 min 26 s 25               |
| 1976 été    | Paris Georges Vallerey           | Anne Vial                              |           |       | Enfants de Neptune de Perpignan           | 2 min 22 s 18 RF            |
| 1977 hiver  | Rennes                           | Patricia Clug                          |           |       | Racing Club de France                     | 2 min 23 s 54               |
| 1977 été    | Paris Georges Vallerey           | Patricia Clug                          |           |       | Racing Club de France                     | 2 min 17 s 30 RF            |
| 1978 hiver  | Lille                            | Patricia Clug                          |           |       | Racing Club de France                     | 2 min 22 s 15               |
| 1978 été    | Laval                            | Sophie Falandry                        |           |       | Nantes EC                                 | 2 min 19 s 71               |
| 1979 hiver  | Nanterre                         | Sophie Falandry                        |           |       | FFN Ile de France                         | 2 min 20 s 23               |
| 1979 été    | Mulhouse                         | Sophie Falandry                        |           |       | FFN Ile de France                         | 2 min 19 s 55               |
| 1980 hiver  | Bordeaux                         | Corinne Buron                          |           |       | ASPTT Toulon                              | 2 min 23 s 16               |
| 1980 été    | Brive-la-Gaillarde               | Sophie Falandry                        |           |       | Racing Club de France                     | 2 min 21 s 89               |
| 1981 hiver  | La Rochelle                      | Corinne Buron                          |           |       | ASPTT Toulon                              | 2 min 22 s 86               |
| 1981 été    | Dunkerque                        | Corinne Buron                          |           |       | ASPTT Toulon                              | 2 min 21 s 91               |
| 1982 hiver  | Toulouse                         | Véronique Stephan                      |           |       | Mouettes de Paris                         | 2 min 20 s 41               |
| 1982 été    | Megève                           | Sophie Falandry                        |           |       | Racing Club de France                     | 2 min 21 s 13               |
| 1983 hiver  | Tours                            | Carole Braguer                         |           |       | CO Villiers-le-Bel                        | 2 min 21 s 49               |
| 1983 été    | Bordeaux                         | Carole Braguer                         |           |       | CO Villiers-le-Bel                        | 2 min 19 s 71               |
| 1984 hiver  | Strasbourg                       | Claire Supiot                          |           |       | VS Angers                                 | 2 min 19 s 35               |
| 1984 été    | Paris Georges Vallerey           | Claire Supiot                          |           |       | N Angers                                  | 2 min 19 s 88               |
| 1985 hiver  | Aix-en-Provence                  | Claire Supiot                          |           |       | VS Angers                                 | 2 min 18 s 50               |
| 1985 été    | Dunkerque                        | Catherine Plewinski                    |           |       | CNSR Cluses                               | 2 min 18 s 58               |
| 1986 hiver  | Rennes                           | Delphine Castelain                     |           |       | Villeparisis Natation                     | 2 min 22 s 70               |
| 1986 été    | Millau                           | Claire Supiot                          |           |       | N Angers                                  | 2 min 18 s 22               |
| 1987 hiver  | Mulhouse                         | Claire Supiot                          |           |       | N Angers                                  | 2 min 19 s 60               |
| 1987 été    | Strasbourg                       | Claire Supiot                          |           |       | N Angers                                  | 2 min 18 s 60               |
| 1988 hiver  | Vittel                           | Claire Supiot                          |           |       | CS Clichy                                 | 2 min 17 s 62               |
| 1988 été    | Dunkerque                        | Claire Supiot                          |           |       | N Angers                                  | 2 min 15 s 63               |
| 1989 hiver  | Forbach                          | Cécile Jeanson                         |           |       | CN Saint-Estève                           | 2 min 14 s 70 RF            |
| 1989 été    | Paris Georges Vallerey           | Cécile Jeanson Terri O'Loutthlan       |           |       | CN Saint-Estève Mulhouse Olympic Natation | 2 min 14 s 96               |
| 1990 hiver  | La Rochelle                      | Cécile Jeanson                         |           |       | CN Saint-Estève                           | 2 min 15 s 39               |
| 1990 été    | Narbonne                         | Cécile Jeanson                         |           |       | CN Saint-Estève                           | 2 min 13 s 94 RF            |
| 1991 hiver  | Saint-Étienne                    | Alexandra Angelo                       |           |       | CN Brive                                  | 2 min 17 s 28               |
| 1991 été    | Millau                           | Cécile Jeanson                         |           |       | CN Saint-Estève                           | 2 min 15 s 91               |
| 1992 hiver  | Dunkerque                        | Cécile Jeanson                         |           |       | CN Saint-Estève                           | 2 min 13 s 17 RF            |
| 1992 été    | Mennecy                          | Alexandra Angelo                       |           |       | CN Brive                                  | 2 min 16 s 00               |
| 1993 hiver  | Mennecy                          | Cécile Jeanson                         |           |       | CN Saint-Estève                           | 2 min 13 s 25               |
| 1993 été    | Paris Georges Vallerey           | Alexandra Angelo                       |           |       | Cercle des Nageurs de Brive               | 2 min 17 s 31               |
| 1994 hiver  | Lille                            | Alexandra Angelo                       |           |       | CS Clichy 92                              | 2 min 17 s 81               |
| 1994 été    | Aix-les-Bains                    | Cécile Jeanson                         |           |       | CN Saint-Estève                           | 2 min 13 s 58               |
| 1995 hiver  | Mennecy                          | Cécile Jeanson                         |           |       | CN Saint-Estève                           | 2 min 11 s 48 RF            |
| 1995 été    | Canet-en-Roussillon              | Cécile Jeanson                         |           |       | CN Saint-Estève                           | 2 min 15 s 92               |
| 1996 hiver  | Dunkerque                        | Cécile Jeanson                         |           |       | CN Saint-Estève                           | 2 min 13 s 75               |
| 1996 été    | Montpellier                      | Cécile Jeanson                         |           |       | CN Saint-Estève                           | 2 min 13 s 48               |
| 1997        | Mennecy                          | Cécile Jeanson                         |           |       | CN Saint-Estève                           | 2 min 14 s 70               |
| 1998        | Amiens                           | Cécile Jeanson                         |           |       | CN Saint-Estève                           | 2 min 17 s 56               |
| 1999        | Dunkerque                        | Cécile Jeanson                         |           |       | CN Saint-Estève                           | 2 min 15 s 58               |
| 2000        | Rennes                           | Cécile Jeanson                         |           |       | CN Saint-Estève                           | 2 min 15 s 28               |
| 2001        | Chamalières                      | Marion perrotin                        | 1983      | 18    | Mulhouse Olympic Natation                 | 2 min 15 s 84               |
| 2002        | Chalon-sur-Saône                 | Jana Klotchkova (open) Marion Perrotin | 1982 1983 | 20 19 | Ukraine Mulhouse Olympic Natation         | 2 min 10 s 58 2 min 11 s 95 |
| 2003        | Saint-Étienne                    | Aurore Mongel                          | 1982      | 21    | Mulhouse Olympic Natation                 | 2 min 13 s 52               |
| 2004        | Dunkerque                        | Georgina Lee (open) Aurore Mongel      | 1981 1982 | 23 22 | Grande-Bretagne Mulhouse Olympic Natation | 2 min 09 s 80 2 min 11 s 68 |
| 2005        | Nancy                            | Aurore Mongel                          | 1982      | 23    | Mulhouse Olympic Natation                 | 2 min 11 s 30               |
| 2006        | Tours                            | Sarah Bey                              | 1985      | 21    | Cercle des Nageurs de Melun-Val de Seine  | 2 min 09 s 84 RF            |
| 2007        | Saint-Raphaël                    | Aurore Mongel                          | 1982      | 25    | Mulhouse Olympic Natation                 | 2 min 10 s 63               |
| 2008        | Dunkerque                        | Aurore Mongel                          | 1982      | 26    | Mulhouse Olympic Natation                 | 2 min 07 s 36               |
| 2009        | Montpellier                      | Aurore Mongel                          | 1982      | 27    | Mulhouse Olympic Natation                 | 2 min 06 s 94               |
| 2010        | Saint-Raphaël                    | Aurore Mongel                          | 1982      | 28    | Mulhouse Olympic Natation                 | 2 min 09 s 05               |